# Koya (Irak)
Koya (kurdisch کۆیە Koye, arabisch كوية Kuya), auch Koy Sandschaq (كوي سنجق, DMG Kūy Sanǧaq, von türkisch Köysancak) oder kurz Koy, ist eine Stadt und ein Distrikt im Gouvernement Erbil in der Autonomen Region Kurdistan, Irak.
Die Stadt hat eine Bevölkerung von 44.987 Menschen, deren Großteil Kurden sind (Berechnung 2009). Koy wird auch „Stadt der Künstler“ genannt, weil dort viele berühmte kurdische Künstler geboren sind, dazu gehört der Verfasser der kurdischen Hymne Ey Reqîb Dildar.
Des Weiteren ist die Stadt seit 2003 der Sitz der Universität Koya.